# 文铎
文铎，湖北江夏（今湖北武汉）人，是一名清朝政治人物。
文铎曾于1733年接替徐必昌任宝山县知县一职，1734年由胡仁济接任。